# Afropisaura rothiformis
Afropisaura rothiformis is een spinnensoort in de taxonomische indeling van de kraamwebspinnen (Pisauridae).
Het dier behoort tot het geslacht Afropisaura. De wetenschappelijke naam van de soort werd voor het eerst geldig gepubliceerd in 1908 door Embrik Strand.